# Berlingska boktryckeriet
Berlingska boktryckeriet, från 1888 Berlingska boktryckeri- och stilgjuteri AB, var ett boktryckeri i Lund; senare verksamhet har varit förlagd till Arlöv under namnet Berlings Grafiska AB.
Berlingska boktryckeriet var en direkt fortsättning på det boktryckeri som Vitus Haberegger grundade i Lund för att tillgodose det nyöppnade universitetets behov. Efter att ha haft växlande ägare övertogs det 1745 av Carl Gustaf Berling, vars äldre bror Ernst Heinrich Berling på 1730-talet anlagt Det Berlingske Bogtrykkeri i Köpenhamn. Den danska boktryckarmarknaden kom att bli förebilden för Carl Gustaf. Kistebrev blev snart en av Berlings främsta produkter och tryckeriet kom att spela en viktig roll i träsnittens introduktion på den svenska marknaden. Tryckeriet förblev därefter i Berlingska släktens ägo till 1874 då det övertogs av Fredrik Johan Berlings svärson Adolf Rappe, varefter det 1884 ombildades till aktiebolag. Förlagsrörelsen övertogs 1884 av C.W.K. Gleerup. Det med Berlingska boktryckeriet förenade stilgjuteriet upprättades 1837.
Grundare var Fredrik Berling som 1834 hade övertagit boktryckeriet efter sin far Carl Fredrik Berling. Stilgjutare och matriser hämtades främst i Danmark, Tyskland och Frankrike. 1886 omvandlades stilgjuteriet till aktiebolaget under namnet Aktiebolaget Fredrik Berlings Boktryckeri och Stilgjuteri.
Vid stilgjuteriet framtogs 1951 första helt svenska typsnittet för boktryck, Berling antikva.
Berlingska boktryckeri- och stilgjuteri AB övertogs 1943 av Håkan Olssons boktryckeri och 1975 av SKEAB-koncernen. Stilgjuteriet upphörde 1980, men tryckeriet levde kvar med verksamhet i Arlöv under namnet Berlings Grafiska AB och köptes 1998 av Elanders Tryckeri AB.